# Arthrosaura tyleri
Arthrosaura tyleri är en ödleart som beskrevs av Burt och Burt 1931. Arthrosaura tyleri ingår i släktet Arthrosaura och familjen Gymnophthalmidae. Inga underarter finns listade i Catalogue of Life.
Arten förekommer kring berget Mount Duida i Venezuela. Den första individen hittades vid 1750 meter över havet. Honor lägger ägg. Berget är antagligen täckt av fuktig skog, buskskogar eller klippig mark med lite växtlighet.
Klimatförändringar kan påverka arten. IUCN listar arten som livskraftig (LC).